# Constance de Salm
Constance Marie de Théis, o Constance de Salm (Nantes, 7 de novembre de 1767 - París, 13 d'abril de 1845) va ser una poeta, dona de lletres i salonnière francesa, que va fer importants reflexions sobre el paper de la dona a la societat del segle XVIII i estigué compromesa amb la igualtat de drets entre homes i dones. Esdevingué, pel seu primer matrimoni, Pipelet de Leury i, pel seu segon matrimoni, princesa, després comtessa (1803-1816) i de nou princesa de Salm-Dyck.

## Biografia
Va néixer l'any 1767 a Nantes, d'una família originària de Picardia per part de pare i de París per part de mare. Era filla de Marie Alexandre de Théis, mestre jutge d'Aigües i Boscos de la ciutat i comtat de Nantes, fiscal reial a Chauny, gerent de la fàbrica de terrissa de Sinceny, i Anne Marie Quillau, nascuda a París, al barri de Saint-Germain-l'Auxerrois, en el si d'una família de comerciants de draperia i merceria.
Constance de Théis va créixer a Picardia i va rebre una excel·lent educació, d'acord amb el canon de la Il·lustració. Es va donar a conèixer a partir dels divuit anys per mitjà de poemes publicats a l'Almanach des Graces et des Muses i al Journal de France, en particular amb un romanç titulat Bouton de rose, que va tenir un èxit durador deu anys després, quan Pradher va posar música a les paraules que Jean Garat va interpretar als salons del Directori en honor de Joséphine Bonaparte.
Definida pels seus contemporanis com la «musa de la raó», Constance de Théis també va ser descrita com el «Boileau de les dones».
Es va casar el 20 d'abril de 1789 a Sinceny-Autreville, amb un cirurgià: Jean-Baptiste Pipelet de Leury, metge de Louis XVI i alcalde de Coucy-le-Chateau-Auffrique. Aquests primers anys de matrimoni van coincidir amb la Revolució Francesa, en què Constance de Théis creia, com a promesa d'un futur millor, amb una societat d'individus lliures i iguals en què homes i dones tindrien els mateixos drets. Després, el 1793, amb el Terror, es va veure obligada a l'exili voluntari.

## Escriptora, pensadora, acadèmica
Va abandonar la capital cap al castell familiar de l'Aventure a Autreville. Hi va romandre durant aproximadament un any, una jubilació que va utilitzar per tenir cura de la seva filla i escriure Sapho, la seva primera tragèdia lírica en vers, musicada per Jean-Paul-Égide Martini, que s'estrenà el 17 de desembre de 1794 al Théâtre des Amis de la Patrie. L'obra es representaria més d'un centenar de vegades, amb l'aclamació de la crítica.
A partir de 1795, Constance Pipelet va començar a ser coneguda en els cercles artístics i culturals de París. Aquell any seria la primera dona a ser admesa al Lycée des Arts i de seguida es va proposar demostrar la igualtat intel·lectual entre homes i donesː el 1797 va llegir públicament l'Epitre aux femmes, amb què s'erigí en símbol de la revolta de les dones contra la dominació masculina en les disciplines artístiques. Després va ingressar en totes les grans sociétés savantes de l'època: la Societè philotechnique, i les diferents Acadèmies de Lió, Caen, Nantes, Marsella, i les diverses Societats literàries de París.
Dona compromesa i apassionada, reconeguda pel seu talent literari, Constance Pipelet va gaudir d'un èxit que va eclipsar alguns homes de lletres consolidats. El 1797, a la seva Epístola a les dones, va respondre a un famós poeta de l'època, Ponce-Denis Écouchard-Lebrun, que animava les dones a romandre a l'ombra, com escrigué en un dels seus poemes misògins: «Voleu ser com les Muses; inspireu, però no escriviu». La seva resposta va provocar entusiasme en el món intel·lectualː hi reclamava, de manera lògica i raonada, una igualtat harmònica entre homes i dones en l'educació i les tasques quotidianes amb un feminisme menys exigent que el d'Olympe de Gouges. Trobem a l'Epístola: «Ha arribat el moment, les dones es desperten...», «la diferència no és inferioritat».
L'1 de novembre de 1797 va tenir lloc l'estrena de L'himne a la pau, amb text de Constance Pipelet, música d'Étienne Nicolas Méhul. Bonaparte recordarà aquesta poetessa que crida als francesos a celebrar-lo, a ell que va portar pau i felicitat a França: «Glòria al conqueridor d'Itàlia».
El 1799 es va divorciar de Jean-Baptiste Pipelet. Cinc anys després del seu primer èxit al món del teatre, Constance Pipelet estrenava una nova obra, Camille, que no va ser popular i no va arribar a ser publicada.
Cap a 1800, Stendhal l'esmenta a la Vida d'Henri Brulard, després d'haver estat portat pel seu cosí Pierre Daru a una sessió d'una societat de poesia presidida per Constance Pipelet.

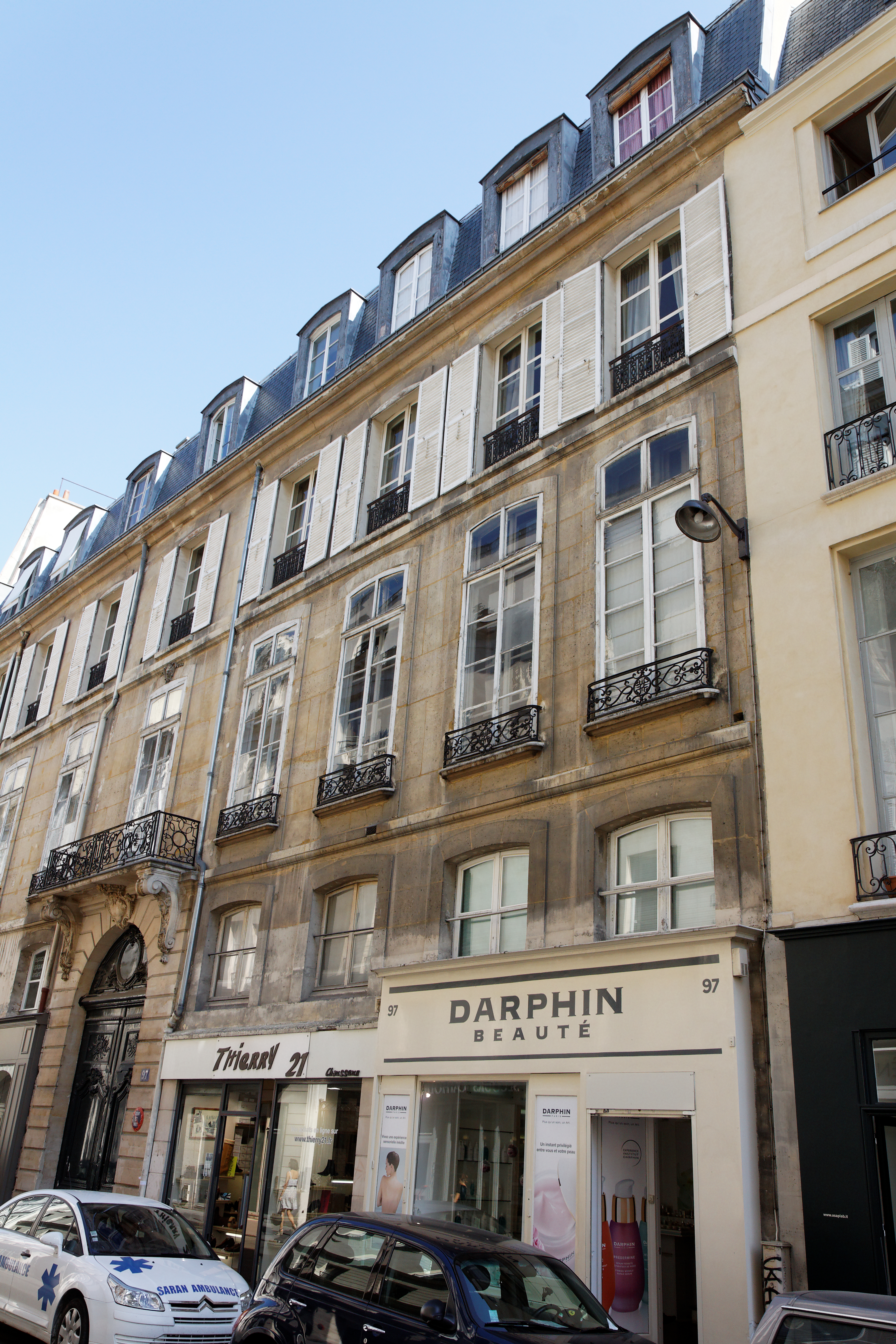
Rue du Bac, 97, a París, on Constance de Salm tingué el seu saló

El 14 de desembre de 1803, «per la relació de caràcter i ànima que hi ha entre nosaltres», Constance de Théis es va casar per segona vegada, aquest cop amb Joseph de Salm-Reifferscheidt-Dyck, divorciat des del 3 de setembre de 1801 de Maria Theresa von Hartzfeld, pertanyent a una antiga família de prínceps alemanys. Joseph de Salm era llavors diputat del departament de Roër, canceller de la Legió d'Honor, comte de l'Imperi, cap de la casa de Salm-Dyck. A més de les seves funcions polítiques, era un botànic erudit que descrigué 1.500 espècies de cactus i escrigué llibres sobre plantes suculentes.
Joseph i Constance de Salm repartiran el seu temps entre la finca Dyck, Aix-la-Chapelle i París. El 1806, el príncep Salm va comprar el Château de Ramersdorf, i a l'abril de 1809 un hotel situat al número 97 de la rue du Bac de París, construït el 1722 i que va requerir una important restauració realitzada entre 1809 i finals de 1811. Només el saló i la sala de música acollien dos sostres pintats –«arabescs», en digué el gravador–  que s'han mantingut intactes i dels quals no es coneixen altres exemples a París. El bronzer Thomire va subministrar la ferreteria (poms de les portes i cremones de les finestres) i els ornaments per a les xemeneies. La parella tenia l'apartament del primer pis (avantcamera, saló, biblioteca) decorat en estil Imperi (vers 1810).

## Salonnière
La comtessa hi va tenir fins al 1824 un saló literari molt brillant, acadèmic i aristocràtic, que tindria una gran influència durant les eleccions a l'Institut i a l'Acadèmia. Hi va rebre Alexandre Dumas, La Fayette, François-Joseph Talma, Antoine-Laurent de Jussieu, Alexander von Humboldt, artistes com Girodet, Grétry, Houdon, Augustin Pajou, Pierre-Narcisse Guérin, Carle Vernet, Étienne Vigée, Jean-Paul-Égide Martini, Joseph Jêrôme Lalande, Gaspard de Prony, etc. Molt mixt, el seu saló estava obert tant als ideòlegs com als liberals de la dècada filosòfica; el suburbi de Saint-Germain era on es trobaven la noblesa de l'Imperi i molts francmaçons de la Lògia de les Nou Germanes. Constance de Salm se sentia propera al seu cosí Paul-Louis Courier, que li va dedicar la seva primera obra el 1803, un Eloge d'Hélène, traduït d'Isòcrates.

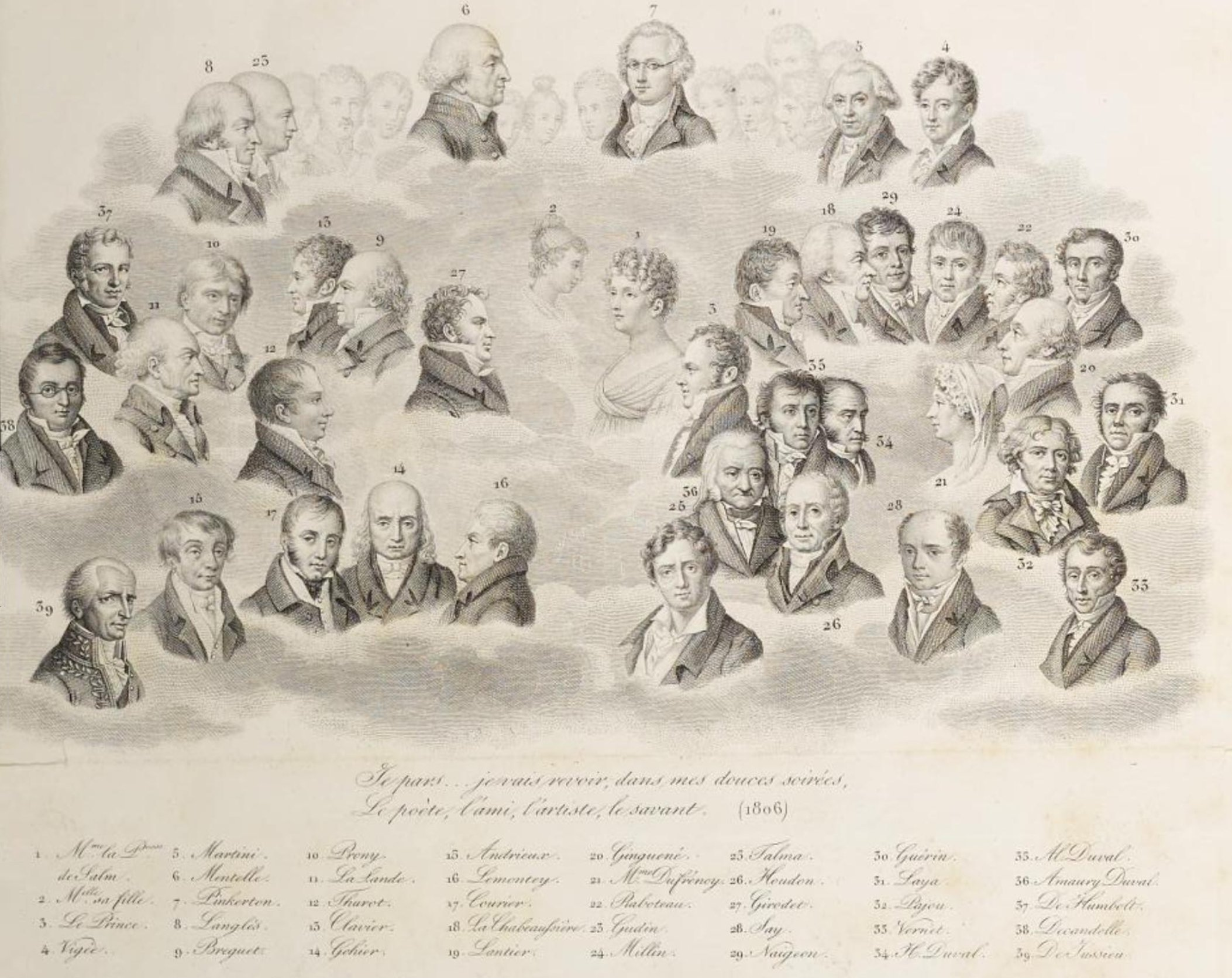
Una nit a casa de la princesa Constance de Salm el 1806, gravat d'Ambroise Tardieu a partir d'un dibuix d'Antoine Chazal.

Constance de Salm continua la seva tasca com a dona de lletres: Epístola a un jove autor sobre la independència i els deures de l'home de lletres (1806), Epístola sobre els inconvenients de quedar-se al camp (1806), Els meus amics, poema inspirat per primera vegada en Girodet (1807), Epístola a un vell autor descontent de veure's oblidat (1809), Epístola a l'Emperador Napoleó (1809), Epístola sobre rima (1812), Epístola sobre filosofia a un misantrop que es creu filòsof (1814). Entre aquestes obres, l'epístola a Napoleó, en realitat dirigida al senyor de Méneval, el seu secretari, va ser escrita per cridar l'atenció de l'emperador sobre la flagrant injustícia dels articles que tracten l'adulteri del codi penal que el Consell d'Estat acabava d'adoptar, en especial l'article 324 del Codi Civil que defensava en alguns casos l'admissibilitat de l'assassinat comès per un marit contra la seva dona. Ella hi demana drets i penes similars per a homes i dones: «Qui va escriure aquest article bàrbar?», «amb quin dret un marit vol castigar en nosaltres allò que s'excusa en ell mateix?» Uns dies després, durant una reunió a les Tulleries, Napoleó s'hi va dirigir̘ i li va dir que havia llegit les seves paraules, i que tenia raó.
El 1817 Constance de Salm va publicar un Discurs sobre la felicitat, i el 1818 Les Femmes politiques, on denunciava l'ostracisme que patien les dones en aquest àmbit. El mateix any, va conèixer la princesa Teresa de Mecklenburg-Strelitz al balneari d'Aquisgrà, que s'havia convertit en princesa de Thurn und Taxis pel seu matrimoni, cunyada del rei de Prússia. La seva amistat i correspondència ocuparan un lloc important en la vida i obra de Constance de Salm.
Des de la riba del Rin va desenvolupar aquells anys una gran xarxa de corresponsals, posicionant-se com a filòsofa, mestra pensadora, difonent els seus escrits i opinions, reprenent la seva activitat militant en defensa dels drets fonamentals de la dona, exigint en nom de la raó i la justícia l'accés a totes les funcions públiques segons les capacitats personals i no segons el sexe. A canvi, rebia una gran quantitat d'informació i moltes propostes de col·laboració. Però, alliberada de totes les preocupacions econòmiques, estimant la seva pròpia llibertat i va rebutjar qualsevol integració en una estructura associativa.
A la primavera de 1820 va publicar amb Arthus Bertrand una Epístola a un home honrat que vol esdevenir un intrigant, expressant la seva indignació davant els abusos dels intrigants i els arribistes de la Restauració. Tots els interessats i tots els polítics el van llegir mentre la premsa apostava pel silenci.
El 14 de juny de 1820, la seva filla Clémence, vídua amb tres fills, va ser assassinada al castell de Ramersdorf per un pretendent rebutjat. Els diaris locals que informaven de fets que afectaven l'honor del difunt van augmentar la desesperació de Constance de Salm. La princesa i amiga Teresa de Thurn i Taxis van intervenir directament amb el rei de Prússia perquè el Butlletí Oficial de Berlín restablís (29/07/1820) la veritat sobre aquest assassinat. Constance de Salm va deixar llavors tota activitat i va caure en una depressió reactiva que va durar uns quants anys. La princesa Teresa demostrà ser un suport moral primordial i indispensable.

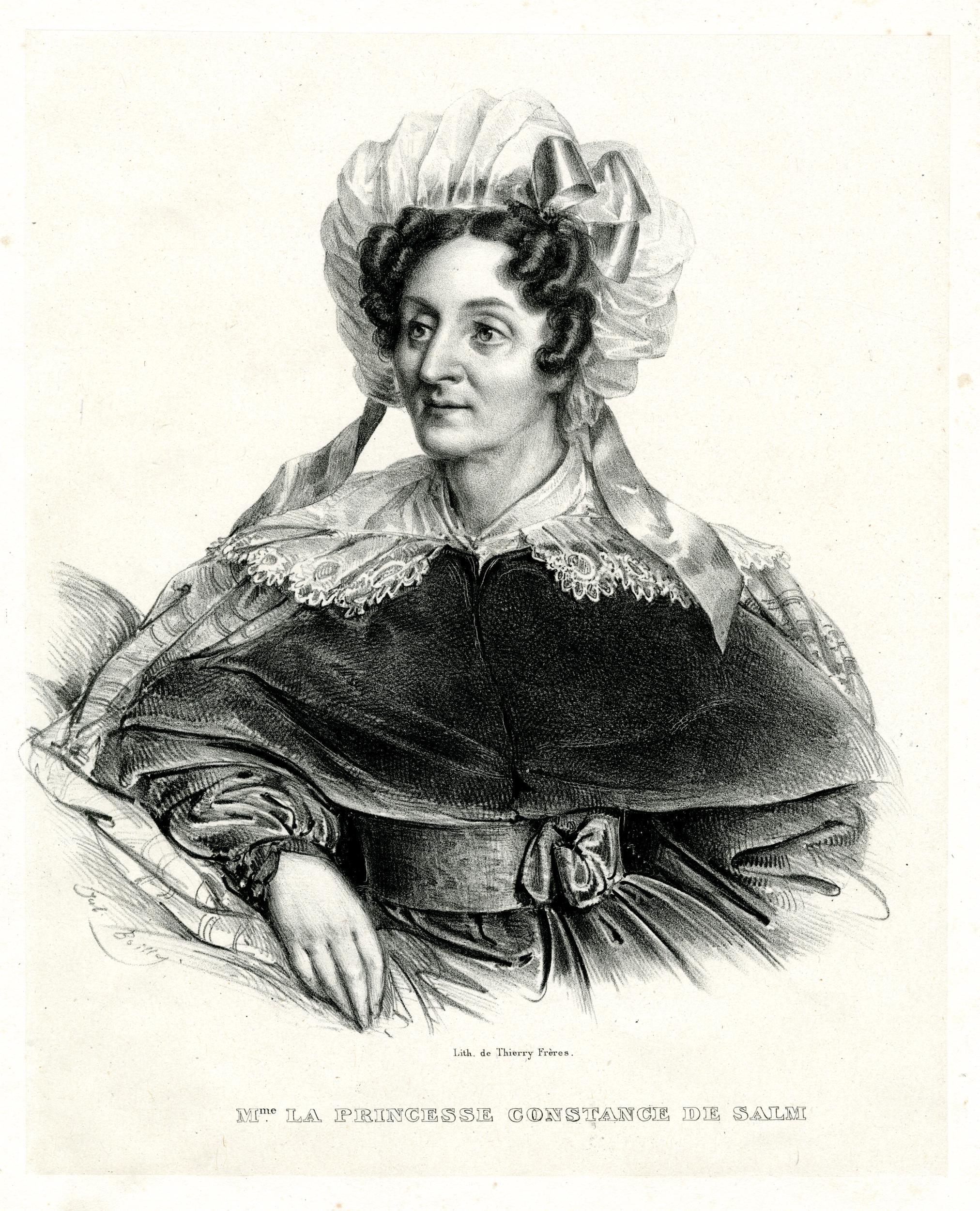
Constance de Salm, de Jules Léopold Boilly, litografia.

Al voltant de 1823, Constance de Salm va tornar a París, on va anar recuperant amics i el gust per la vida de saló. El 1824 va dedicar Vint-i-quatre hores d'una dona sensible a la seva amiga Thérèse. Començada el 1803-1804, represa el 1814-1815, acabada a Ramersdorf, el que ella anomenava «la seva petita novel·la» és una sèrie de 46 cartes escrites, excepte una, per una amant angoixada per la gelosiat, que expressen i descriuen tots els matisos d'aquest dolor. L'èxit és important a França i també en altres països europeus. El títol inspiraria Stefan Zweig un segle més tard.
El 1824 va publicar Stances sur le romantique et la vieille école, on es va situar com a autora clàssica i no en el moviment romàntic. El 1828 va publicar una Epístola sobre l'esperit i la ceguesa del segle, elogiada pels diaris. El mateix any va decidir ajornar indefinidament Els alemanys comparats amb els francesos en la seva moral, costums, vida interior i social, que els periodistes alemanys havien considerat degradant per a les dones alemanyes. El 1829, Constance de Salm va publicar la primera edició de 173 Pensées. A l'edició de 1835 d'Arthus Bertrand, n'hi haurà 317. El mateix nombre per a la 3a edició de 1838, però 324 en el volum 4 de les Obres completes publicades el 1842 i 483, dividides en tres parts, en l'edició pòstuma de 1846. En forma de pensaments a l'estil de La Bruyère, l'obra va tenir un gran èxit des de la seva primera edició i es va reeditar ràpidament. Tracta amb convicció i autenticitat l'educació desatesa de la dona, l'actitud dominant dels homes i els grans problemes de la societat de l'època. El 1832 es va publicar una Epístola als Sobirans Absoluts, fent-se ressò dels desordres i amenaces a Europa i recordant les injustícies fetes a les dones. El 1833, Mes 60 ans, un poema de 12.000 versos que Constance de Salm considera la seva obra mestra. Descriu la seva vida, la seva història literària, les seves lluites i la seva passió per respectar tothom. L'any 1837 Constance de Salm va publicar unes estrofes titulades Moriré com he viscut, en què reafirmava els seus valors de lleialtat i les seves lluites contra la injustícia i per la igualtat entre homes i dones.
Constance de Salm va morir el 13 d'abril de 1845 a casa seva, al carrer de Richer de París, on segons Lemaire va anar a viure el 1824 deixant el gran hotel de la rue du Bac. Va ser enterrada en un monument en forma de sarcòfag al cementiri de Père-Lachaise.

## Obres
- Sappho, òpera, música de Jean-Paul-Égide Martini, París, Théâtre-Louvois, 14 de desembre de 1794.
- Epitre aux femmes, París, 1797
- Informe sobre les flors artificials de les citoyennes Roux-Montagnac, 1798.
- Camille, o Amistat i imprudència, drama en 5 actes, en vers, París, Théâtre-Français, 1800.
- Reportatge sobre un treball del ciutadà Thérémin, titulat: Sobre la condició de la dona en una república, 1800.
- Epístola a un jove autor sobre la independència i els deures de l'home de lletres, 1806.
- Resum de la vida de Safo, 1810.
- Poemes, 1811.
- Poemes, 1814.
- Vint-i-quatre hores d'una dona sensible, novel·la, 1824.
- Poemes, 1825, 2 vols.
- Fragment d'una obra sobre Alemanya, 1826.
- Pensaments, Aix-la-Chapelle, 1829.
- Els meus seixanta anys, París, 1833.
- Obres, París, 1835.
- Obres completes, París, 1842, 4 vols

## Obres relacionades

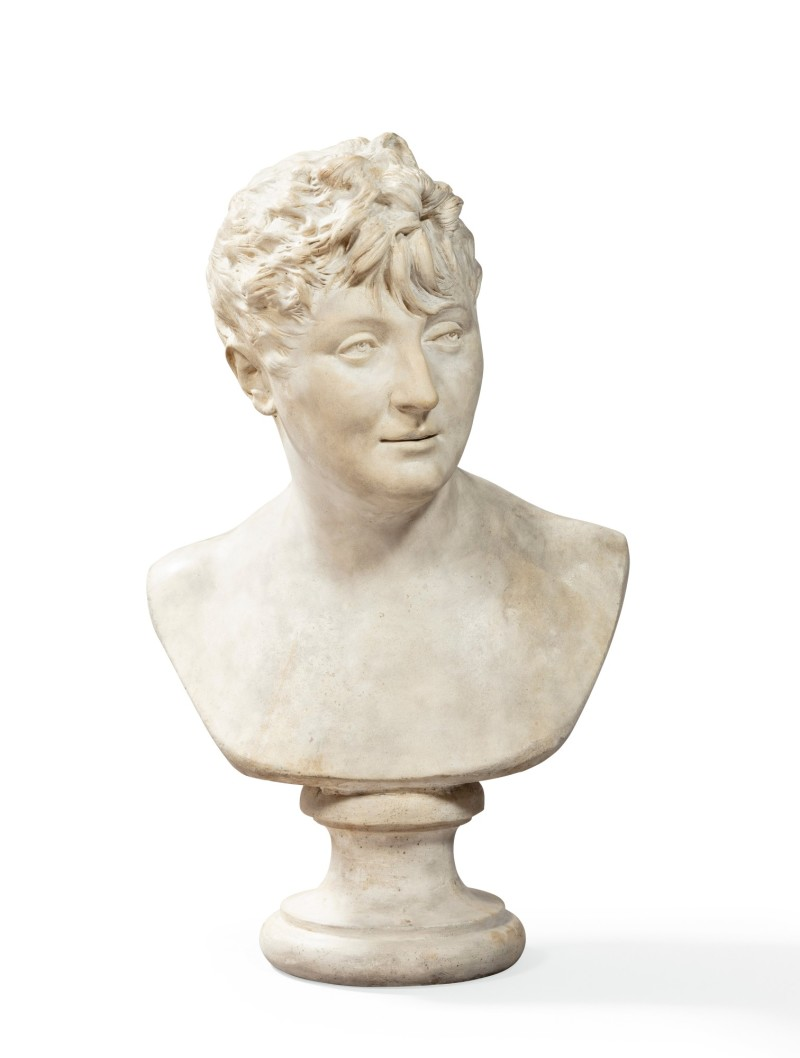
Constance de Salm, guix original, de Jean-Antoine Houdon.

- Constance de Salm, guix original, de Jean-Antoine Houdon. Bust de Jean-Antoine Houdon, guix original (Sotheby's, 14 d'octubre de 2021), Museu del Louvre.
- Bust drapat de Jean-Antoine Houdon, marbre, col·lecció particular.
- Medalló de bronze de David d'Angers, Museu de Belles Arts d'Angers, Museu del Louvre.

- Retrat de la princesa Constance de Salm, de Jules Léopold Boilly. British Museum.
- Retrat dibuixat per Girodet, col·lecció particular (litografiat el 1837).

- Retrat pintat per Jean-Baptiste Desoria (1797), Art Institute de Chicago.
- Decoració pintada de dos salons de l'Hôtel de Salm-Dyck de París, catalogat com a monument històric.
- Àlbum amicorum de la princesa de Salm, que conté 66 dibuixos originals, de Girodet, Jean-Jacques Lagrenée, Carle Vernet, Antoine Vaudoyer, Vivant Denon, Jean-Claude Naigeon, Joseph-Marie Vien, així com el dibuix d'Antoine Chazal representant els principals convidats del seu saló, Museu del Louvre.[12]
- Els principals convidats al Saló de Constance de Salm van ser dibuixats per Antoine Chazal, amb la finalitat de publicar un gravat, Une soirée chez la princesse Constance de Salm l'any 1806, que mostra 39 personatges identificats per un número i una llegenda, entre els habituals al seu saló.